# PGC 2775677
LEDA/PGC 2775677 ist eine Galaxie im Sternbild Kleiner Bär am Nordsternhimmel. Sie ist schätzungsweise 763 Millionen Lichtjahre von der Milchstraße und hat einen Durchmesser von etwa 155.000 Lichtjahren.

Im selben Himmelsareal befinden sich unter anderem die Galaxien NGC 5452, PGC 49217, PGC 2775729, PGC 2776149.